# Arbelus idahoensis
Arbelus idahoensis là một loài tò vò trong họ Ichneumonidae.